# 10e Bureau politique du Parti communiste chinois

Le 10e Bureau politique du Parti communiste chinois est l'organe dirigeant principal du Parti communiste chinois, élu par le Comité central du Parti, lui-même élu par le 10e congrès national du Parti, en août 1973. Il est remplacé par le 11e Bureau politique en août 1977.
Lors de la réunion du 10e Comité central du Parti, les membres de la bande des Quatre (Zhang Chunqiao, Jiang Qing, Yao Wenyuan, et Wang Hongwen) sont promus à des postes importants du Bureau politique : deux d’entre eux font partie du Comité permanent du bureau politique. Ils vont intervenir « contre le rétablissement du capitalisme sous toutes ses formes ». Pour critiquer l'action de Zhou Enlai et Deng Xiaoping, la bande des Quatre utilise même le roman Au bord de l'eau, datant du XVIe siècle, qui met en scène les aventures de bandits d'honneur aux prises avec les mandarins locaux.

## Membres
Les membres du bureau politique sont les suivants :
1. Mao Zedong (毛泽东)
2. Wang Hongwen (王洪文), de la bande des Quatre
3. Wei Guoqing (韦国清)
4. Ye Jianying (叶剑英)
5. Liu Bocheng (刘伯承)
6. Jiang Qing (江青), épouse de Mao et membre de la bande des Quatre
7. Zhu De (朱德)
8. Xu Shiyou (许世友)
9. Hua Guofeng (华国锋)
10. Ji Dengkui (纪登奎)
11. Wu De (吴德)
12. Wang Dongxing (汪东兴)
13. Chen Yonggui (陈永贵)
14. Chen Xilian (陈锡联)
15. Li Xiannian (李先念)
16. Li Desheng (李德生)
17. Zhang Chunqiao (张春桥), de la bande des Quatre
18. Zhou Enlai (周恩来)
19. Yao Wenyuan (姚文元), de la bande des Quatre
20. Kang Sheng (康生)
21. Dong Biwu (董必武)

### Autres membres
Par ordre de préséance
1. Wu Guixian (吴桂贤)
2. Su Zhenhua (苏振华)
3. Ni Zhifu (倪志福)
4. Sai Fuding (赛福鼎)

## Comité permanent du Bureau politique
Par ordre de préséance
1. Mao Zedong
2. Wang Hongwen, de la bande des Quatre
3. Ye Jianying
4. Zhu De
5. Li Desheng
6. Zhang Chunqiao, de la bande des Quatre
7. Zhou Enlai
8. Kang Sheng
9. Dong Biwu